# Hermippos ze Smyrny
Hermippos ze Smyrny (III/II wiek p.n.e.) – grecki biograf i filozof ze szkoły perypatetyckiej, autor dzieła pt. Żywoty, w którym zawarł biografie Siedmiu Mędrców, sofistów, Arystotelesa, Izokratesa i wielu innych, m.in. prawodawców, lekarzy itd. Biografie te ubarwione są wieloma zmyślaniami, plotkami i bajkami, ale odznaczają się bogactwem detali. Hermippos ze Smyrny był jednak rzetelny w podawanych wykazach dzieł opisywanych literatów i filozofów, gdyż miał łatwy dostęp do Biblioteki Aleksandryjskiej.